# Kazimierz Sabbat
Kazimierz Aleksander Sabbat  (27 tháng 2 năm 1913 - 19 tháng 7 năm 1989), là Tổng thống Ba Lan lưu vong từ ngày 8 tháng 4 năm 1986 cho đến khi ông qua đời vào ngày 19 tháng 7 năm 1989, sau khi làm Thủ tướng của Chính phủ Ba Lan lưu vong từ năm 1976.

## Thời thơ ấu
Sabbat sinh ngày 27 tháng 2 năm 1913 tại Bieliny Kapitulne, dưới chân ngọn đồi Łysa Góra. Sabbat theo học trung học cơ sở tại Mielec, và học luật tại Đại học Warszawa ngay trước khi Thế chiến II bùng nổ. Ông là một hướng đạo sinh, và vẫn tận tâm với khái niệm Hướng đạo ngay cả trong cuộc sống sau này của mình khi sống lưu vong.

## Sự nghiệp
Năm 1976, Sabbat trở thành Thủ tướng của Chính phủ Ba Lan lưu vong. Ông đã cố gắng đoàn kết các giới lưu vong khác nhau và tạo ra những liên kết ngày càng bền chặt với phong trào đối lập ở Ba Lan, phong trào được hưởng lợi từ sự giúp đỡ về tinh thần và vật chất của Chính phủ lưu vong thông qua các Quỹ khác nhau.
Ông trở thành Tổng thống của Cộng hòa Ba Lan (lưu vong) vào năm 1986, kế nhiệm Edward Raczyński. Ông qua đời ở London, thọ 76 tuổi vào năm 1989 và trùng hợp vào cùng ngày Wojciech Jaruzelski được một Quốc hội vào lúc đó vẫn chưa thống nhất bầu làm Tổng thống đầu tiên của đất nước kể từ những năm 1950. Ryszard Kaczorowski, Bộ trưởng Bộ Nội vụ và người kế nhiệm được chỉ định đã nhậm chức Tổng thống của Chính phủ Ba Lan lưu vong. Vào ngày 22 tháng 12 năm 1990, sau cuộc bầu cử tự do và công bằng đầu tiên ở Ba Lan kể từ sau chiến tranh, Ryszard Kaczorowski đã trao quyền hạn và phù hiệu của Đệ Nhị Cộng hòa Ba Lan cho Tổng thống đắc cử Lech Wałęsa.

## Qua đời

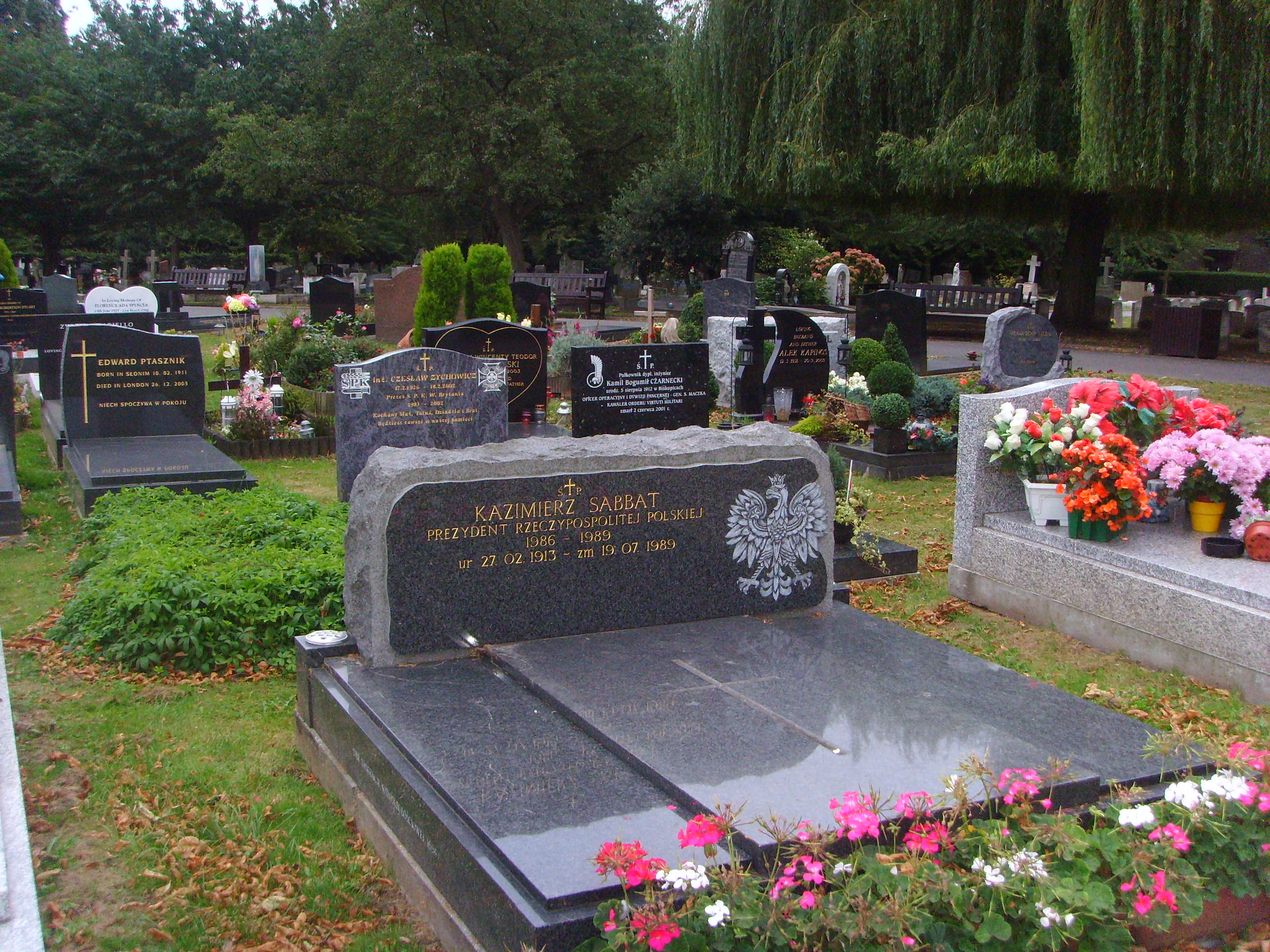
Mộ của Tổng thống Kazimierz Sabbat

Sabbat được chôn cất tại Nghĩa trang Gunnersbury ở London, cùng với Anna Sabbat, người đã qua đời vào ngày 28 tháng 4 năm 2015. Tất cả con cái của họ vẫn sống ở những khu vực gần London. Ông có tám đứa cháu.